# Echinohelea voltana
Echinohelea voltana är en tvåvingeart som beskrevs av Meillon 1959. Echinohelea voltana ingår i släktet Echinohelea och familjen svidknott. Inga underarter finns listade i Catalogue of Life.